# Rüdiger Kaldewey
Rüdiger Kaldewey (* 2. Januar 1939 in Kiel; † 13. Dezember 2024 in Saarbrücken) war ein deutscher Religionspädagoge.

## Leben
Nach dem Abitur 1958 studierte Kaldewey in Münster, Freiburg, Würzburg und Saarbrücken Katholische Theologie, Deutsch und Geschichte. 1964 trat er in den Schuldienst ein. 1970 wurde er Fachleiter für Katholische Religion und bildete seitdem junge Lehrer aus. 1993 übernahm Kaldewey als erster Laie und erster Mann die Leitung der Saarbrücker Marienschule. 2004 wurde er als Leiter der Marienschule verabschiedet. 2010 wurde er Sprecher des Ältestenrats der Saarbrücker Zeitung. 2006 war er Präsident des Rotary Clubs Saarbrücken. Er wurde vor allem durch seine religionspädagogischen Veröffentlichungen bekannt.

## Werke
- mit Friedhelm Hülshoff: Training rationeller lernen und arbeiten. Klett, Stuttgart 1976; 10. Auflage: Klett, Stuttgart 1992, ISBN 3-12-922193-X; später: Top-Training erfolgreich lernen und arbeiten. Techniken und Methoden geistiger Arbeit. Klett, Stuttgart 1994; 2. Auflage 1995, ISBN 3-12-892020-6.
- mit Friedhelm Hülshoff: Mit Erfolg studieren. Studienorganisation und Arbeitstechniken. Beck, München 1979; 3. Auflage 1993, ISBN 3-406-37097-7.
- mit Franz W. Niehl: Grundwissen Religion. Begleitbuch für Religionsunterricht und Studium. Kösel, München 1984; 6. Auflage 1994; Neuausgabe 2009, ISBN 978-3-466-36810-5; später: Christentum kompakt. Inhalte – Traditionen – Praxis. Kösel, München 2010, ISBN 978-3-466-36867-9.
- mit Ilsetraud Ix: Was in Religion Sache ist. Lern- und Lebenswissen. Patmos, Düsseldorf 1988; 9. Auflage 2008, ISBN 978-3-491-75600-7.
- hrsg. mit Franz W. Niehl: Möchten Sie unsterblich sein? Ein Lesebuch. Kösel, München 1992, ISBN 3-466-36212-1.
- mit Aloys Wener: Das Christentum. Geschichte, Politik, Kultur. Religion – Sekundarstufe I–II. Patmos, Düsseldorf 2004, ISBN 3-491-75708-8.
- Menschen der Renaissance. Sieben Portraits aus Politik, Wirtschaft, Kirche und Kultur. Conte, St. Ingbert 2016, ISBN 978-3-95602-113-8.